# Alexander Heising
Alexander Heising (* 27. September 1967 in Mainz) ist ein deutscher Provinzialrömischer Archäologe.

## Werdegang
In Mainz aufgewachsen, interessierte er sich schon früh für Archäologie und war ab 1986 ehrenamtlicher Mitarbeiter des Landesamtes für Denkmalpflege Rheinland-Pfalz, Abt. Bodendenkmalpflege Mainz (heute: Generaldirektion Kulturelles Erbe Rheinland-Pfalz, Direktion Landesarchäologie, Außenstelle Mainz). Hier war er an Grabungen und Baubeobachtungen im römischen Legionslager Mogontiacum und in der mittelalterlichen Innenstadt von Mainz beteiligt.
Nach Abitur und Zivildienst studierte er ab 1988 Provinzialrömische Archäologie, Frühgeschichtliche Archäologie und Alte Geschichte an der Ludwig-Maximilians-Universität München und der Albert-Ludwigs-Universität Freiburg. Sein Studium schloss er 1993 mit einer Magisterarbeit an der Freiburger Universität zur Datierung der römischen Stadtmauer von Mogontiacum/Mainz ab.
Eine Grabungsleitung über mehrere Kampagnen in der römischen Gräberstraße von Mainz-Weisenau, bei der auch eine römische Töpferwerkstatt freigelegt wurde, gab den Anstoß zur Arbeit über die römischen Töpfereien von Mogontiacum/Mainz, mit der er 1999 im Fach Provinzialrömische Archäologie an der Albert-Ludwigs-Universität Freiburg bei Hans Ulrich Nuber promoviert wurde.
Anschließend war Heising für zwei Jahre Volontär am Landesamt für Denkmalpflege Rheinland-Pfalz, Abt. Archäologische Denkmalpflege Mainz. Hier leitete er Grabungen an einer Villa rustica im Binger Wald sowie im Mainzer Legionslager; außerdem war er als Gebietsreferent für die Stadt Bingen am Rhein zuständig. 2002 beriet er das Historische Museum am Strom in Bingen für die Einrichtung von Dauer- und Sonderausstellungen zur römischen und mittelalterlichen Epoche und gab zusammen mit Gerd Rupprecht den archäologischen Band zur Binger Stadtgeschichte heraus.
Nach einer weiteren Grabungsleitung, bei der die zentralen Werkstätten (fabricae) im Mainzer Legionslager aufgedeckt wurden, wechselte Heising Ende 2002 zur Goethe-Universität Frankfurt a. M., wo er als wissenschaftlicher Assistent bei Hans-Markus von Kaenel an der Abteilung Archäologie und Geschichte der römischen Provinzen sowie Hilfswissenschaften der Altertumskunde tätig war. Bis 2008 war er für Lehrgrabungen zuständig, die mehrere Fundstellen im nördlichen Hessischen Ried umfassten (Spätrömischer Burgus von Trebur-Astheim, Militärlager bei Trebur-Geinsheim, Kleinvilla mit Kultplatz bei Kelsterbach). Daneben war er an der Koordination des Studiengangs Archäometrie an der Goethe-Universität Frankfurt a. M. beteiligt.
Im April 2009 wurde Heising auf die Professur für Provinzialrömische Archäologie am Institut für Archäologische Wissenschaften der Albert-Ludwigs-Universität Freiburg als Nachfolger von Hans Ulrich Nuber berufen. Im Wintersemester 2014/15 erhielt er einen Ruf an die Goethe-Universität Frankfurt, den er jedoch nicht annahm.

## Forschungen und Mitgliedschaften
Zu seinen Forschungsschwerpunkten zählen neben dem römerzeitlichen Mainz die Themen Identitäten und Kulturräume, das Verhältnis von historischen und archäologischen Quellen, die Wirtschaftsarchäologie, zivile Siedlungsstrukturen sowie die Epoche des „Limesfalls“ im 3. Jahrhundert und die Spätantike.
Wissenschaftliche Projekte seit 2010 umfassen unter anderem den römerzeitlichen Vicus von Lahr-Dinglingen mit der Rekonstruktion eines Streifenhauses, Grabungen am obergermanisch-rätischen Limes (ORL) in Öhringen und Laimerstadt, Forschungen zu Grenzbefestigungen am Rhein unter Berücksichtigung der spätantiken Schriftquelle der Notitia dignitatum, sowie eine mehrjährige Ausgrabung an einem Gräberfeld des 1. Jahrhunderts n. Chr. in Rheinau-Diersheim, das den sogenannten Oberrheingermanen zugerechnet wird.
Heising ist Mitglied in diversen Fachbeiräten: in der Römisch-Germanischen Kommission des Deutschen Archäologischen Instituts, in der Deutschen Limes-Kommission, im Projekt „Kalkriese – Varusschlacht“ sowie in der Ladenburgkommission (Kommission zu Denkmalpflege und Erforschung des römischen Ladenburg). Er ist ordentliches Mitglied des Deutschen Archäologischen Instituts, des Alamannischen Instituts, des Freiburger Forschungsverbunds zur Archäologie und Geschichte des ersten Jahrtausends in Südwestdeutschland und der Arbeitsgemeinschaft Römische Schweiz. Er ist Mitglied des Wissenschaftlichen Beirats der Zeitschrift Berichte der Römisch-Germanischen Kommission (Deutsches Archäologisches Institut) und Peer-Reviewer für diverse archäologische Fach-Zeitschriften wie Germania, Bonner Jahrbücher oder das Archäologische Korrespondenzblatt.

## Schriften
- als Herausgeber mit Gerd Rupprecht: Vom Faustkeil zum Frankenschwert. Bingen. Geschichte einer Stadt am Mittelrhein. Mainz 2003, ISBN 3-8053-3257-2.
- Figlinae Mogontiacenses. Die römischen Töpfereien von Mainz (= Ausgrabungen und Forschungen. Band 3). Greiner, Remshalden 2007, ISBN 978-3-935383-82-0.
- Hirschkult in Kelsterbach: das römische Gebäude „Auf der Steinmauer“ und die Interpretation möglicher Kultpraktiken in der Provinz Germania  (= Heimatkundliche Beiträge zur Geschichte von Kelsterbach. Band 18). Volksbildungswerk, Kelsterbach 2008, ISBN 978-3-00-026425-2.
- Die römische Stadtmauer von Mogontiacum – Mainz. Archäologische, historische und numismatische Aspekte zum 3. und 4. Jahrhundert n. Chr. Rudolf Habelt, Bonn 2008, ISBN 978-3-7749-3606-5.
- als Herausgeber: Neue Forschungen zu zivilen Kleinsiedlungen (vici) in den römischen Nordwest-Provinzen. Akten der Tagung Lahr 21.–23.10.2010. Rudolf Habelt, Bonn 2013, ISBN 978-3-7749-3759-8.